# Liste de peintures de Francesco Guardi
Cette page fournit une liste chronologique de tableaux du peintre vénitien de vedute Francesco Guardi (1712-1793).
| Image | Thème            | Titre | Date                  | Technique                        | Dimensions       | Lieu de Conservation                                          | Référence            |
| ----- | ---------------- | --- | --------------------- | -------------------------------- | ---------------- | ------------------------------------------------------------- | -------------------- |
|       | Scène de genre   | Le Parloir des nones à San Zaccaria | 1745-1750             | huile sur toile                  | 108 × 208 cm     | Ca' Rezzonico, Venise                                         | GoogleArt            |
|       | Vedute           | La Piazzetta | 1745-1750             | huile sur toile                  | 48 × 84 cm       | Musée Poldi Pezzoli, Milan                                    | Musée                |
|       | Allégorie        | L'Espoir | 1747                  | huile sur bois                   | 161 × 78 cm      | Musée d'Art John-et-Mable-Ringling Sarasota                   | Musée                |
|       | Allégorie        | L'Abondance | 1747                  | huile sur bois                   | 159 × 77 cm      | Musée d'Art John-et-Mable-Ringling Sarasota                   | Musée                |
|       | Scène de genre   | Insegna dell'arte dei Coroneri | 1750                  | huile sur bois                   |                  | Ca' Rezzonico, Venise                                         |                      |
|       | Vedute           | La Place Saint-Marc | vers 1750             | huile sur toile                  | 26 × 35 cm       | Musée Nissim-de-Camondo, Paris                                | Musée                |
|       | Vedute           | La Piazetta | vers 1750             | huile sur toile                  | 26 × 35 cm       | Musée Nissim-de-Camondo, Paris                                | Musée                |
|       | Capriccio        | Motif vénitien | vers 1750             | huile sur toile                  | 33 × 51 cm       | Musée de Castelvecchio de Vérone                              | Musée                |
|       | Fête             | Ridotto du Palazzo Dandolo à San Moisè | 1746-1750             | huile sur toile                  |                  | Ca' Rezzonico, Venise                                         | GoogleArt            |
|       | Fête             | Le Ridotto à Venise avec des personnages masqués | vers 1750             | huile sur toile                  | 77 × 107 cm      | Collection privée vente Sotheby's 2012                        | Catalogue Sotheby's  |
|       | Capriccio        | Ponts sur un canal | vers 1750             | huile sur toile                  | 30 × 53 cm       | Musée des Offices, Florence                                   | Catalogue du Musée   |
|       | Capriccio        | Arches et pontons | vers 1750             | huile sur toile                  | 30 × 53 cm       | Musée des Offices, Florence                                   | Catalogue du Musée   |
|       | Fête             | Venise, Le Ridotto au palazzo Dandolo avec des personnages masqués dansant et conversant | années 1750           | huile sur toile                  | 85 × 107 cm      | Collection privée vente Sotheby's 2009                        | Catalogue Sotheby's  |
|       | Vedute           | Le Bacino di San Marco avec le Môle et le Palais des Doges, Venise | 1755-1770             | huile sur toile                  | 284 × 124 cm     | Waddesdon Manor, Buckinghamshire                              | Collection           |
|       | Fête             | Salon principal du Ridotto, Venise | vers 1765             | huile sur toile                  | 34 × 51 cm       | Rhode Island School of Design Museum                          | Musée                |
|       | Fête             | Le Ridotto public au palazzo Dandolo | 1765-1768             | huile sur toile                  | 34 × 51 cm       | Metropolitan Museum, New York                                 | Musée                |
|       | Vedute           | Venise, le Grand Canal avec San Geremia le Palazzo Labia et l'entrée du Cannaregio | vers 1750             | huile sur toile                  | 92 × 132 cm      | Musée d'Art de Baltimore                                      | Musée                |
|       | Vedute           | Venise, le Grand Canal avec Santa Maria della Salute | vers 1750             | huile sur toile                  | 92 × 132 cm      | Musée d'Art de Baltimore                                      | Musée                |
|       | Vedute           | Scène vénitienne: la lagune devant la Fondamenta Nuove | 1750-1755             | huile sur toile                  | 71 × 49 cm       | Musée national des Beaux-Arts (Cuba)                          | Musée                |
|       | Vedute           | Le Grand Canal avec le Pont du Rialto | vers 1754             | huile sur panneau                | 24 × 35 cm       | Museum of the Shenandoah Valley Virginia                      | Musée                |
|       | Biblique         | Le Sacrifice d'Isaac série biblique | années 1750           | huile sur toile                  | 56 × 75 cm       | Cleveland Museum of Art                                       | Musée                |
|       | Biblique         | Tobie et l'ange série biblique | années 1750           | huile sur toile                  | 56 × 75 cm       | Cleveland Museum of Art                                       | Musée                |
|       | Biblique         | Abraham accueillant les trois anges série biblique | années 1750           | huile sur toile                  | 56 × 75 cm       | Cleveland Museum of Art                                       | Musée                |
|       | Biblique         | Les Anges apparaissant à Abraham série biblique | années 1750           | huile sur toile                  | 56 × 75 cm       | Cleveland Museum of Art                                       | Musée                |
|       | Histoire         | Godfrey de Boulogne convoque ses chefs au conseil | vers 1755             | huile sur toile                  | 250 × 110 cm     | Norton Simon Museum Pasadena                                  | Musée                |
|       | Vedute           | Venise, le Grand Canal avec le Palazzo Pesaro | 1755-1760             | huile sur toile                  | 62 × 97 cm       | National Gallery, Londres                                     | Musée                |
|       | Vedute           | Venise, une vue de la Piazzetta vers le sud avec le palais des Doges | 1755-1760             | huile sur toile                  | 47 × 65 cm       | Collection privée Vente Sotheby's 2017                        | Catalogue Sotheby's  |
|       | Vedute           | Venise, L'Arsenal | 1755-1760             | huile sur toile                  | 93 × 131 cm      | National Gallery, Londres                                     | Musée                |
|       | Capriccio        | Paysage côtier avec des figures sur la rive sous une arche | 1755-1760             | huile sur toile                  | 22 × 18 cm       | Collection privée Vente Sotheby's 2010                        | Catalogue Sotheby's  |
|       | Vedute           | Le Grand Canal à Venise | 1755-1765             | huile sur toile                  | 73 × 119 cm      | Art Institute of Chicago                                      | Musée                |
|       | Vedute           | Grand Canal en regardant vers le Rialto avec le Palazzo Grimani et le Palazzo Marin | 1756-1760             | huile sur toile                  | 56 × 75 cm       | Pinacothèque de Brera, Milan                                  | Musée                |
|       | Vedute           | Grand Canal avec les nouvelles constructions au Rialto | 1756-1760             | huile sur toile                  | 56 × 75 cm       | Pinacothèque de Brera, Milan                                  | Musée                |
|       | Vedute           | Canal de la Giudecca et les Zattere | 1757-1758             | huile sur toile                  | 71 × 119 cm      | Musée Thyssen-Bornemisza Madrid                               | Musée                |
|       | Vedute           | Vue du Grand Canal, Venise, avec San Simone Piccolo | 1758                  | huile sur toile                  | 60 × 94 cm       | Collection privée Vente Sotheby's 2017                        | Catalogue Sotheby's  |
|       | Vedute           | Vue de la lagune avec le Fondamenta Nuove vers le Casino degli Spiriti | 1758                  | huile sur toile                  | 32 × 53 cm       | Collection privée Vente Sotheby's 2006                        | Catalogue Sotheby's  |
|       | Vedute           | Le Pont du Rialto et le Palais Camerlenghi(it) |                       | huile sur toile                  | 72 × 120 cm      | Alte Pinakothek, Munich                                       | Musée                |
|       | Vedute           | Le Pont du Rialto avec le Palais Camerlenghi(it) |                       | huile sur toile                  | 120 × 204 cm     | Collection privée Vente Christie's 2017                       | Catalogue Christie's |
|       | Capriccio        | Arche en ruine du gothique tardif avec des pêcheurs sur un pont paire de l'arche classique | vers 1760             | huile sur toile                  | 48 × 74 cm       | Collection privée                                             | Catalogue Dickinson  |
|       | Capriccio        | Arche en ruine dclassique avec des pêcheurs sur la rive et un temple en fond paire de l'arche gothiqque                                                                                           | vers 1760             | huile sur toile                  | 48 × 74 cm       | Collection privée                                             | Catalogue Dickinson  |
|       | Vedute           | Venise : Place Saint-Marc | vers 1760             | huile sur toile                  | 72 × 119 cm      | National Gallery, Londres                                     | Musée                |
|       | Vedute           | La Piazzetta di San Marco | vers 1760             | huile sur toile                  | 51 × 78 cm       | Kelvingrove Art Gallery and Museum Glasgow                    | Musée                |
|       | Vedute           | San Giorgio Maggiore | vers 1760             | huile sur toile                  | 104 × 152 cm     | Kelvingrove Art Gallery and Museum Glasgow                    | Musée                |
|       | Vedute           | Le Pont du Rialto | après 1760            | huile sur toile                  | 62 × 93 cm       | Musée des Augustins de Toulouse                               | Base Joconde         |
|       | Vedute           | Île d'Anconeta | années 1760           | huile sur toile                  | 32 × 51 cm       | Gallerie dell'Accademia de Venise                             | Musée                |
|       | Vedute           | Venise, vue du Rialto vers le Nord à partir du quai du Charbon | 1760-1765             | huile sur toile                  | 120 × 204 cm     | Collection privée Vente Sotheby's 2011                        | Catalogue Sotheby's  |
|       | Capriccio        | Venise | 1760-1765             | huile sur toile                  | 52 × 38 cm       | Norton Simon Museum, Pasadena                                 | Musée                |
|       | Vedute           | Place Saint-Marc | 1760-1770             | huile sur toile                  | 62 × 96 cm       | Académie Carrara, Bergame                                     | Musée                |
|       | Vedute           | Vue du Prato della Valle à Padoue | 1760-1770             | huile sur toile                  | 73 × 128 cm      | Musée des beaux-arts de Dijon                                 | Notice du Musée      |
|       | Vedute           | Régate à "Volta di Canal" | 1760-1770             | huile sur toile                  | 120 × 169 cm     | Philadelphia Museum of Art                                    | Musée                |
|       | Capriccio        | Un Port | 1760-1770             | huile sur toile                  | 122 × 178 cm     | National Gallery of Art, Washington                           | Musée                |
|       | Capriccio        | Ruine d'une arche et villa au loin | 1760-1770             | huile sur toile                  | 34 × 51 cm       | David Owsley Museum of Art Université d'État de Ball, Indiana | Musée                |
|       | Vedute           | Punta della Dogana | 1760-1770             | huile sur toile                  | 25 × 22 cm       | Musée Poldi Pezzoli, Milan                                    | Musée                |
|       | Vedute           | Fort de San Andrea del Lido, Venise | 1760-1770             | huile sur toile                  | 32 × 53 cm       | Fitzwilliam Museum, Cambridge                                 | Musée                |
|       | Vedute           | Venise, une vue du Fort di San Andrea |                       | huile sur panneau                | 36 × 56 cm       | Collection privée Vente Sotheby's 2007                        | Catalogue Sotheby's  |
|       | Capriccio        | Paysage avec un quai et des navires sur un lac | 1760-1780             | huile sur toile                  | 45 × 70 cm       | Rijksmuseum, Amsterdam                                        | Musée                |
|       | Vedute           | San Gorgio Maggiore, Venise | 1760-1780             | huile sur toile                  | 24 × 17 cm       | Musée Boijmans Van Beuningen Rotterdam                        | Musée                |
|       | Religieux        | Miracle d'un saint dominicain (St. Gonzalo di Amarante?) | 1763                  | huile sur toile                  | 122 × 172 cm     | Kunsthistorisches Museum, Vienne                              | Musée                |
|       | Capriccio        | Paysage fantastique | vers 1765             | huile sur toile                  | 156 × 273 cm     | Metropolitan Museum, New York                                 | Musée                |
|       | Capriccio        | Paysage fantastique | vers 1765             | huile sur toile                  | 156 × 189 cm     | Metropolitan Museum, New York                                 | Musée                |
|       | Capriccio        | Paysage fantastique | vers 1765             | huile sur toile                  | 156 × 189 cm     | Metropolitan Museum, New York                                 | Musée                |
|       | Vedute           | Venise, vue du Bacino di San Marco | vers 1765             | huile sur toile                  | 122 × 152 cm     | Metropolitan Museum, New York                                 | Musée                |
|       | Vedute           | Gondoles sur la lagune | vers 1765             | huile sur toile                  | 31 × 42 cm       | Musée Poldi Pezzoli, Milan                                    | Musée                |
|       | Vedute           | Place Saint-Marc | fin des années 1760   | huile sur toile                  | 69 × 86 cm       | Metropolitan Museum, New York                                 | Musée                |
|       | Vedute           | Le Grand Canal à Venise avec le palais Bembo | vers 1768             | huile sur toile                  | 47 × 76 cm       | Getty Center, Los Angeles                                     | Musée                |
|       | Historique       | Antichambre de la salle du Conseil majeur | 1765-1768             | huile sur toile                  | 34 × 51 cm       | Metropolitan Museum, New York                                 | Musée                |
|       | Vedute           | Île San Giorgio Maggiore | 1765-1775             | huile sur toile                  | 43 × 61 cm       | Musée de l'Ermitage, Saint-Petersbourg                        | Musée                |
|       | Scène historique | Le Doge de Venise remercie le Conseil majeur série de douze sur les solennités de 1763 pour l'élection du doge Alvise IV Mocenigo                                                                 | 1766-1770             | huile sur toile                  | 67 × 98 cm       | Musée des Beaux-Arts de Nantes                                | Base Joconde         |
|       | Scène historique | Le Doge de Venise assiste aux fêtes du Jeudi Gras sur la Piazzetta série de douze sur les solennités de 1763 pour l'élection du doge Alvise IV Mocenigo                                           | 1766-1770             | huile sur toile                  | 67 × 100 cm      | Musée du Louvre Paris                                         | Base Joconde         |
|       | Historique       | Le Doge Alvise IV Mocenigo se montre au peuple dans la basilique San Marco série de douze sur les solennités de 1763 pour l'élection du doge Alvise IV Mocenigo                                   | 1766-1770             | huile sur toile                  | 67 × 100 cm      | Musées royaux des Beaux-Arts de Belgique Bruxelles            | Musée                |
|       | Scène historique | Le Départ du Bucentaure vers le Lido de Venise, le jour de l'Ascension série de douze sur les solennités de 1763 pour l'élection du doge Alvise IV Mocenigo                                       | 1766-1770             | huile sur toile                  | 68 × 101 cm      | Musée du Louvre Paris                                         | Base Joconde         |
|       | Scène historique | Le Couronnement du doge de Venise sur l'escalier des Géants au palais ducal de Venise série de douze sur les solennités de 1763 pour l'élection du doge Alvise IV Mocenigo                        | 1766-1770             | huile sur toile                  | 67 × 101 cm      | Musée du Louvre Paris                                         | Base Joconde         |
|       | Scène historique | La Procession du doge de Venise à San Zaccaria série de douze sur les solennités de 1763 pour l'élection du doge Alvise IV Mocenigo                                                               | 1766-1770             | huile sur toile                  | 68 × 101 cm      | Musée du Louvre Paris                                         | Base Joconde         |
|       | Scène historique | Le Doge de Venise suit la procession du Corpus Domini sur la place Saint-Marc série de douze sur les solennités de 1763 pour l'élection du doge Alvise IV Mocenigo                                | 1766-1770             | huile sur toile                  | 67 × 98 cm       | Musée du Louvre Paris                                         | Base Joconde         |
|       | Scène historique | L'Audience accordée par le doge de Venise dans la salle du Collège au palais ducal série de douze sur les solennités de 1763 pour l'élection du doge Alvise IV Mocenigo                           | 1766-1770             | huile sur toile                  | 67 × 101 cm      | Musée du Louvre Paris                                         | Base Joconde         |
|       | Scène historique | Le Doge de Venise sur le Bucentaure, à San Nicolò di Lido, le jour de l'Ascension série de douze sur les solennités de 1763 pour l'élection du doge Alvise IV Mocenigo                            | 1766-1770             | huile sur toile                  | 68 × 101 cm      | Musée du Louvre Paris                                         | Base Joconde         |
|       | Scène historique | Le Doge de Venise se rend à la Salute le 21 novembre, jour de la commémoration de la fin de la peste de 1630 série de douze sur les solennités de 1763 pour l'élection du doge Alvise IV Mocenigo | 1766-1770             | huile sur toile                  | 67 × 101 cm      | Musée du Louvre Paris                                         | Base Joconde         |
|       | Scène historique | Le Doge de Venise porté par les gondoliers, après son élection sur la place Saint-Marc série de douze sur les solennités de 1763 pour l'élection du doge Alvise IV Mocenigo                       | vers 1770             | huile sur toile                  | 67 × 100 cm      | musée de Grenoble                                             | Base Joconde         |
|       | Vedute           | Le Grand Canal au-dessus du Rialto | fin des années 1760   | huile sur toile                  | 53 × 86 cm       | Metropolitan Museum, New York                                 | Musée                |
|       | Capriccio        | Paysage composé avec des architectures vénitiennes | vers 1770             | huile sur toile                  | 20 × 11 cm       | Musée Nissim-de-Camondo, Paris                                |                      |
|       | Vedute           | La douane et la Giudecca | vers 1770             | huile sur toile                  | 70 × 93 cm       | Wallace Collection Londres                                    | Musée                |
|       | Vedute           | Le Grand canal avec le quai du vin et le pont du Rialto | vers 1770             | huile sur toile                  | 68 × 91 cm       | Wallace Collection Londres                                    | Musée                |
|       | Vedute           | San Giorgio Maggiore, Venise | vers 1770             | huile sur toile                  | 49 × 40 cm       | Galerie nationale d'Écosse, Edimbourg                         | Musée                |
|       | Vedute           | San Giorgio Maggiore avec la Giudecca | vers 1770             | huile sur toile                  | 35 × 55 cm       | Wallace Collection Londres                                    | Musée                |
|       | Vedute           | Santa Maria della Salute, Venise | vers 1770             | huile sur toile                  | 50 × 41 cm       | Galerie nationale d'Écosse, Edimbourg                         | Musée                |
|       | Vedute           | La Punta della Dogana avec la Santa Maria della Salute | vers 1770             | huile sur toile                  | 35 × 55 cm       | Wallace Collection Londres                                    | Musée                |
|       | Vedute           | La Punta della Dogana avec Santa Maria della Salute | vers 1770             | huile sur toile                  | 56 × 76 cm       | National Gallery, Londres                                     | Musée                |
|       | Vedute           | Vue de la lagune de Venise avec la tour de Malghera | vers 1770             | huile sur bois                   | 21 × 41 cm       | National Gallery, Londres                                     | Musée                |
|       | Vedute           | Santa Maria della Salute | vers 1770             | huile sur bois                   | 32 × 53 cm       | National Gallery of Art, Washington                           | Musée                |
|       | Capriccio        | Capriccio avec la cour du Palais des Doges | vers 1770             | huile sur toile                  | 39 × 29 cm       | Wallace Collection Londres                                    | Musée                |
|       | Capriccio        | Architecture | vers 1770             | huile sur toile                  | 22 × 17 cm       | National Gallery, Londres                                     | Musée                |
|       | Vedute           | Venise : Le Palais des Doges et le Môle vus du Bassin de saint-Marc | vers 1770             | huile sur toile                  | 58 × 76 cm       | National Gallery Londres                                      | Musée                |
|       | Capriccio        | Ruine et acqueduc romain | vers 1770             | huile sur toile                  | 15 × 11 cm       | Académie Carrara, Bergame                                     | Musée                |
|       | Vedute           | L'Île de San Michele, Venise | vers 1770             | huile sur toile                  | 48 × 78 cm       | Metropolitan Museum New York                                  | Musée                |
|       | Fêtes            | Régate à Venise | vers 1770             | huile sur toile                  | 49 × 78 cm       | Frick Collection New York                                     | Musée                |
|       | Fêtes            | Regate au Pont du Rialto | vers 1770             | huile sur toile                  | 77 × 126 cm      | Musée des Beaux-Arts de Houston                               | Musée                |
|       | Vedute           | Vue du canal de Cannaregio | vers 1770             | huile sur toile                  | 49 × 77 cm       | Frick Collection New York                                     | Musée                |
|       | Vedute           | Arrière-cour à Venise | vers 1770             | huile sur toile                  | 54 × 41 cm       | Walters Art Museum, Baltimore                                 | Musée                |
|       | Vedute           | Piazzetta San Marco | vers 1770             | huile                            | 25 × 22 cm       | Musée Poldi Pezzoli, Milan                                    | Musée                |
|       | Capriccio        | Arc de triomphe | 1770-1775             | huile sur toile                  | 39 × 26 cm       | Académie Carrara, Bergame                                     | Musée                |
|       | Capriccio        | Paysage avec une tente de pêcheur | 1770-1775             | huile sur toile                  | 49 × 77 cm       | Museo di Villa Cagnola (Gazzada)                              | Musée                |
|       | Vedute           | Place Saint-Marc à Venise | vers 1770             | huile sur toile                  | 75 × 99 cm       | Musée national de Belgrade                                    | Musée                |
|       | Vedute           | Le Pont du Rialto d'après le projet de Palladio | vers 1770             | huile sur toile                  | 61 × 92 cm       | Musée Calouste-Gulbenkian, Lisbonne                           | Petits Musées        |
|       | Vedute           | Place Saint-Marc avec la tour de l'horloge à Venise | 1770-1775             | huile sur toile                  | 62 × 89 cm       | Académie des beaux-arts de Vienne                             | Musée                |
|       | Capriccio        | Architecture | 1770- 1778            | huile sur toile                  | 54 × 36 cm       | National Gallery Londres                                      | Musée                |
|       | Capriccio        | Vue de l'entrée d'un chenal avec deux tours | 1770-1780             | huile sur toile                  | 18 × 25 cm       | Musée de Picardie Amiens                                      | Base Joconde         |
|       | Capriccio        | Pont | 1770-1780             | huile sur toile                  | 18 × 24 cm       | Philadelphia Museum of Art                                    | Musée                |
|       | Capriccio        | Architecture de style palladienne | 1770-1780             | huile sur toile                  | 22 × 17 cm       | National Gallery Londres                                      | Musée                |
|       | Capriccio        | Vue d'une bourgade avec un pont et une porte gothique monumentale en ruine | 1770-1780             | huile sur toile                  | 17 × 25 cm       | Musée de Picardie Amiens                                      | Base Joconde         |
|       | Vedute           | La Giudecca avec l'Église Sainte-Marthe(it) | 1770-1780             | huile sur toile                  | 41 × 55 cm       | Musée Calouste-Gulbenkian, Lisbonne                           | Musée                |
|       | Vedute           | Venise, la Punta della Dogana | 1770-1780             | huile sur toile                  | 41 × 55 cm       | Collection privée Vente Sotheby's 2012                        | Catalogue Sotheby's  |
|       | Capriccio        | Personnages près d'une arche en ruine | 1770-1780             | huile sur toile ovale            | 27 × 22 cm       | Collection privée Vente Sotheby's 2013                        | Catalogue Sotheby's  |
|       | Capriccio        | Paysage de rivière avec tour en ruine et village au loin | 1770-1780             | huile sur toile                  | 25 × 41 cm       | Galerie nationale d'Écosse, Édimbourg                         | Musée                |
|       | Capriccio        | Paysage de colline avec tour en ruine | 1770-1780             | huile sur toile                  | 25 × 41 cm       | Galerie nationale d'Écosse, Édimbourg                         | Musée                |
|       | Vedute           | La Piazzetta vers San Giorgio Maggiore Venise | 1770-1780             | huile sur toile                  | 46 × 75 cm       | Wadsworth Atheneum, Hartford                                  | Musée                |
|       | Vedute           | Vue du Grand Canal et du pont du Rialto à Venise | 1770-1780             | huile sur toile                  |                  | Musée Fabre, Montpellier                                      | Musée                |
|       | Vedute           | Fondamenta della Zattere, Venise | 1770-1780             | huile sur toile                  | 47 × 76 cm       | Fogg Art Museum, Cambridge                                    | Musée                |
|       | Vedute           | Vue du Môle et de la Salute | 1770-1780             | huile sur toile                  | 45 × 71 cm       | Ca' d'Oro, Venise                                             | Musées de Venise     |
|       | Portrait         | Jeune fille au chapeau et Jeune fille au chapeau de face | 1770-1790             | huile sur panneau                | 9 × 7 cm         | Waddesdon Manor, Buckinghamshire                              | Collection           |
|       | Vedute           | Le Bassin de Saint-Marc avec l'île de San Giorgio et la Giudecca | avant 1774            | huile sur toile                  | 69 × 94 cm       | Gallerie dell'Accademia de Venise                             | Musée                |
|       | Vedute           | San Giorgio Maggiore avec la Giudecca et les Zitelle | 1775                  | huile sur toile                  | 70 × 93 cm       | Wallace Collection Londres                                    | Musée                |
|       | Vedute           | Santa Maria della Salute et la Dogana | 1775                  | huile sur toile                  | 68 × 90 cm       | Wallace Collection Londres                                    | Musée                |
|       | Capriccio        | Arche en ruine | vers 1775             | huile sur bois                   | 20 × 15 cm       | National Gallery Londres                                      | Musée                |
|       | Fêtes            | Regate sur le grand canal | vers 1775             | huile sur bois                   | 61 × 91 cm       | Musée Calouste-Gulbenkian, Lisbonne                           | Musée                |
|       | Vedute           | La Tour de l'horloge de la place Saint-Marc | vers 1775             | huile sur bois                   | 44 × 70 cm       | Alte Pinakothek, Munich                                       | Musée                |
|       | Fêtes            | Fête de l'Ascension Place Saint-Marc | vers 1775             | huile sur bois                   | 61 × 91 cm       | Musée Calouste-Gulbenkian, Lisbonne                           | Musée                |
|       | Vedute           | Vue du Grand Canal depuis le Ponte di Rialto | après 1775            | huile sur toile                  | 84 × 128 cm      | Yale University Art Gallery                                   | Musée                |
|       | Capriccio        | Ruine sur le rivage | 1775-1780             | huile sur toile                  | 37 × 26 cm       | National Gallery Londres                                      | Musée                |
|       | Capriccio        | Ruine | 1775-1780             | huile sur panneau                | 19 × 15 cm       | Philadelphia Museum of Art                                    | Musée                |
|       | Vedute           | Une vue près de Venise | 1775-1780             | huile sur toile                  | 21 × 31 cm       | National Gallery Londres                                      | Musée                |
|       | Vedute           | La Place Saint-Marc, Venise vers San Geminiano | 1775-1780             | huile sur toile                  | 125 × 82 cm      | Palazzo Leoni Montanari Vicence                               | Musée                |
|       | Vedute           | La Place Saint-Marc, Venise | 1775-1780             | huile sur toile                  | 55 × 85 cm       | Galerie nationale d'Écosse, Edimbourg                         | Musée                |
|       | Vedute           | Venise, une vue de la Place Saint-Marc vers l'Est | 1775-1780             | huile sur toile                  | 40 × 62 cm       | Collection privée Vente Sotheby's 2016                        | Catalogue Sotheby's  |
|       | Vedute           | Venise, la Lagune et le fort de San Nicolo di Lido | 1775-1780             | huile sur toile                  | 42 × 68 cm       | Collection privée Vente Sotheby's 2010                        | Catalogue Sotheby's  |
|       | Capriccio        | Venise, place et palais | 1775-1780             | huile sur toile                  | 27 × 23 cm       | Musée de l'Ermitage Saint-Petersbourg                         | Musée                |
|       | Vedute           | L’Église San Giorgio Maggiore vue de la Giudecca | 1775-1780             | huile sur toile                  | 48 × 66 cm       | Fondation Custodia, Paris                                     | Musée                |
|       | Capriccio        | Cour de palais | 1775-1780             | huile sur toile                  | 45 × 32 cm       | Galerie nationale à Prague                                    | Musée                |
|       | Capriccio        | Architecture avec ruines romaines | 1780-1785             | huile                            | 59 × 74 cm       | Musée Poldi Pezzoli, Milan                                    | Musée                |
|       | Vedute           | Vue de la Piazzetta en direction de l'île de San Giorgio Maggiore | 1775-1785             | huile sur toile                  | 45 × 72 cm       | Ca' d'Oro, Venise                                             | Musées de Venise     |
|       | Vedute           | La Villa Loredan à Paese | début des années 1780 | huile sur toile                  | 46 × 76 cm       | Collection privée Vente Sotheby's 2007                        | Catalogue Sotheby's  |
|       | Vedute           | La Villa Loredan à Paese | 1775-1780             | huile sur toile                  | 48 × 78 cm       | Metropolitan Museum, New York                                 | Musée                |
|       | Vedute           | La Canal de Cannaregio, Venise | 1775-1780             | huile sur toile                  | 50 × 77 cm       | National Gallery of Art Washington                            | Musée                |
|       | Portrait         | Tête d'un garçon et Tête d'une fille | 1775-1780             | huile sur panneau                | 9 × 7 cm         | Waddesdon Manor, Buckinghamshire                              | Collection           |
|       | Vedute           | La Place Saint-Marc avec la Basilique et le Campanile | 1775-1785             | huile sur panneau                | 24 × 33 cm       | Collection privée Vente Sotheby's 2011                        | Catalogue Sotheby's  |
|       | Vedute           | La Place Saint-Marc vers l'Est et la Basilique | 1775-1785             | huile sur toile                  | 26 × 46 cm       | Collection privée Vente Sotheby's 2011                        | Catalogue Sotheby's  |
|       | Vedute           | Le Jardin du Palazzo Contarini dal Zaffo | 1775-1785             | huile sur toile                  | 48 × 78 cm       | Art Institute of Chicago                                      | Musée                |
|       | Vedute           | L'Église San Giorgio Maggiore à Venise | 1775-1790             | huile sur toile                  | 20 × 29 cm       | Musée du Louvre, Paris                                        | Base Joconde         |
|       | Capriccio        | Arche en ruine | 1775-1793             | huile sur toile                  | 29 × 50 cm       | Art Institute of Chicago                                      | Musée                |
|       | Vedute           | Place Saint-Marc à Venise | après 1776            | huile sur toile                  | 29 × 45 cm       | Kunsthistorisches Museum Vienne (Autriche)                    | Musée                |
|       | Vedute           | Porte de l'Arsenal à Venise | après 1776            | huile sur toile                  | 28 × 45 cm       | Kunsthistorisches Museum Vienne (Autriche)                    | Musée                |
|       | Vedute           | Campo de l'église Giovanni et Paolo avec la Scuola di San Marco à Venise | 1775-1790             | huile sur toile                  | 73 × 121 cm      | Musée du Louvre Paris                                         | Base Joconde         |
|       | Vedute           | Le Pont du Rialto Pendant de l'église San Giorgio Maggiore | 1775-1790             | huile sur toile                  | 20 × 29 cm       | Musée du Louvre Paris                                         | Base Joconde         |
|       | Capriccio        | Construction avec des personnages près une arche en ruine | 1778-1780             | huile sur toile                  | 56 × 42 cm       | Collection privée Vente Sotheby's 2010                        | Catalogue Sotheby's  |
|       | Vedute           | La Piazzetta, le palais des Doges et le quai des Esclavons | vers 1780             | huile sur toile                  | 68 × 101 cm      | Musée Nissim-de-Camondo, Paris                                | Musée                |
|       | Vedute           | Vue de la Giudecca avec les Zattere | vers 1780             | huile sur toile                  | 34 × 53 cm       | Musée du Louvre, Paris                                        | Base Joconde         |
|       | Vedute           | L'Île de la Giudecca avec les Zitelle et le Redentore | vers 1780             | huile sur toile                  | 26 × 33 cm       | Kunsthaus de Zurich                                           | Musée                |
|       | Vedute           | Venise : la Giudecca avec les Zitelle | vers 1780             | huile sur toile                  | 19 × 24 cm       | National Gallery, Londres                                     | Musée                |
|       | Vedute           | Le Grand canal avec San Simone Piccolo et Santa Lucia | vers 1780             | huile sur toile                  | 67 × 92 cm       | Philadelphia Museum of Art                                    | Musée                |
|       | Vedute           | Le Grand canal avec San Simone Piccolo et Santa Lucia | vers 1780             | huile sur toile                  | 48 × 78 cm       | Musée Thyssen-Bornemisza, Madrid                              | Musée                |
|       | Vedute           | Le Grand canal avec Santa Lucia et Santa Maria di Nazareth | vers 1780             | huile sur toile                  | 48 × 78 cm       | Musée Thyssen-Bornemisza, Madrid                              | Musée                |
|       | Vedute           | Le Pont du Rialto | 1780                  | huile sur toile                  | 24 × 34 cm       | Académie Carrara, Bergame                                     | Musée                |
|       | Vedute           | L'Île de San Giorgio Maggiore avec la pointe de la Giudecca | 1780                  | huile sur toile                  | 23 × 33 cm       | Académie Carrara, Bergame                                     | Musée                |
|       | Vedute           | Le Grand canal avec le Pont du Rialto, Venise | vers 1780             | huile sur toile                  | 68 × 91 cm       | National Gallery of Art, Washington                           | Musée                |
|       | Vedute           | Le Grand canal avec la Riva del Vin et le Pont du Rialto | vers 1780             | huile sur toile                  | 37 × 44 cm       | Collection privée Vente Sotheby's 2007                        | Catalogue Sotheby's  |
|       | Vedute           | Venise, Vue de l'entrée du Grand canal avec la Punta della Dogana et l'église Santa Maria della Salute paire                                                                                      | vers 1780             | huile sur toile                  | 39 × 61 cm       | Collection privée Vente Sotheby's 2006                        | Sotheby's            |
|       | Vedute           | Vue de la Salute, à Venise. | vers 1780             | huile sur toile                  | 30 × 41 cm       | Musée du Louvre, Paris                                        | Musée                |
|       | Vedute           | Santa Maria della Salute et la Punta della Dogana | vers 1780             | huile sur toile                  | 43 × 59 cm       | Alte Pinakothek, Munich                                       | Musée                |
|       | Vedute           | Santa Maria della Salute et la Punta della Dogana | vers 1780             | huile sur toile                  | 42 × 52 cm       | Norton Simon Museum, Pasadena                                 | Musée                |
|       | Vedute           | Venise, Vue de l'entrée du Grand canal avec l'église Santa Maria della Salute et la Punta della Dogana paire                                                                                      | vers 1780             | huile sur toile                  | 34 × 52 cm       | Collection privée Vente Sotheby's 2012                        | Catalogue Sotheby's  |
|       | Vedute           | Venise, Vue de l'église San Giorgio Maggiore avec la fin de la Giudecca paire | vers 1780             | huile sur toile                  | 34 × 52 cm       | Collection privée Vente Sotheby's 2012                        | Catalogue Sotheby's  |
|       | Capriccio        | Campo vénitien | vers 1780             | huile sur toile                  | 31 × 27 cm       | Metropolitan Museum, New York                                 | Musée                |
|       | Capriccio        | Paysage | vers 1780             | huile sur toile                  | 120 × 156 cm     | Musée de l'Ermitage, Saint-Petersbourg                        | Musée                |
|       | Vedute           | Pont à Dolo | vers 1780             | huile sur papier monté sur toile | 14 × 18 cm       | Musée des Beaux-Arts de Budapest                              | Musée                |
|       | Vedute           | L'Île de San Cristoforo à Murano | vers 1780             | huile sur papier monté sur toile | 14 × 18 cm       | Musée des Beaux-Arts de Budapest                              | Musée                |
|       | Vedute           | San Pietro di Castello à Venise | vers 1780             | huile sur papier monté sur toile | 14 × 18 cm       | Musée des Beaux-Arts de Budapest                              | Musée                |
|       | Vedute           | Le Rio dei Mendicanti à Venise | vers 1780             | huile sur papier monté sur toile | 14 × 18 cm       | Musée des Beaux-Arts de Budapest                              | Musée                |
|       | Vedute           | Une gondole sur la lagune près de Mestre | après 1780            | huile sur toile                  | 29 × 44 cm       | National Gallery, Londres                                     | Musée                |
|       | Capriccio        | Ruines | après 1780            | huile sur bois                   | 10 × 6 cm        | National Gallery, Londres                                     | Musée                |
|       | Vedute           | Passage couvert avec des personnages et des escaliers de palais | vers 1780             | huile sur toile                  | 45 × 36 cm       | Collection privée Vente Sotheby's 2010                        | Catalogue Sotheby's  |
|       | Vedute           | Venise du Bacino di San Marco | vers 1780             | huile sur toile                  | 62 × 95 cm       | Musée d'art Kimbell, Fort Worth                               | Musée                |
|       | Vedute           | L'Île de San Giorgio Maggiore, Venise | vers 1780             | huile sur panneau                | 17 × 25 cm       | Waddesdon Manor, Buckinghamshire                              | Collection           |
|       | Vedute           | La Giudecca et l'Église Santa Marta, Venise | vers 1780             | huile sur toile                  | 28 × 35 cm       | Waddesdon Manor, Buckinghamshire                              | Collection           |
|       | Capriccio        | Architecture avec une cour | 1780-1785             | huile                            | 38 × 26 cm       | Musée des Beaux-Arts Pouchkine, Moscou                        | Musée                |
|       | Capriccio        | Architecture de fantaisie avec une ruine gothique | 1780-1785             | huile                            | 38 × 26 cm       | Musée des Beaux-Arts Pouchkine, Moscou                        | Musée                |
|       | Vedute           | Le Rialto vu du Grand Canal | 1780-1790             | huile                            | 43 × 63 cm       | Norton Simon Museum, Pasadena                                 | Musée                |
|       | Vedute           | Paysage de Val di Sole avec tour et maison rustique au bord du lac | 1780-1790             | huile sur toile                  | 33 × 25 cm       | Palazzo Leoni Montanari Vicence                               | Musée                |
|       | Vedute           | Paysage avec maison rustique et tour | 1780-1790             | huile sur toile                  | 38 × 23 cm       | Palazzo Leoni Montanari Vicence                               | Musée                |
|       | Fêtes            | Procession de gondoles sur le Bacino di San Marco | 1780-1793             | huile sur toile                  | 98 × 138 cm      | Musée des Beaux-Arts de Boston                                | Musée                |
|       | Capriccio        | Église en ruine, maison rustique et divers personnages au bord du lagon | 1781                  | Huile sur bois                   | 20 × 16 cm       | Kunsthaus de Zurich                                           | Musée                |
|       | Capriccio        | Arche en ruine au bord de la lagune avec une mère luttant avec son enfant |                       | huile sur panneau                | 12 × 18 cm       | Collection privée Vente Sotheby's 2012                        | Catalogue Sotheby's  |
|       | Fêtes            | Concert de gala à Venise | 1782                  | huile sur toile                  | 68 × 90 cm       | Alte Pinakothek, Munich                                       | Musée                |
|       | Vedute           | Villa del Timpano à Paese | vers 1782             | huile sur toile                  | 48 × 78 cm       | National Gallery, Londres                                     | Musée                |
|       | Fêtes            | Le Dîner et le bal au Teatro San Benedetto de Venise le 22 janvier 1782 en l'honneur des Comtes du Nord                                                                                           | après 1782            | huile sur toile                  | 67 × 91 cm       | Collection privée Vente Christie's 1994                       | Catalogue Christie's |
|       | Historique       | La Rencontre du pape Pie VI et du doge Paolo Renier à San Giorgio in Alga quatre toiles illustrant la visite du pape Pie VI en 1782                                                               | après 1782            | huile sur toile                  | 71 × 81 cm       | Philadelphia Museum of Art                                    | Musée                |
|       | Historique       | La Cérémonie pontificale dans la SS Giovanni e Paolo quatre toiles illustrant la visite du pape Pie VI en 1782                                                                                    | vers 1783             | huile sur toile                  | 69 × 87 cm       | Cleveland Museum of Art                                       | Musée                |
|       | Historique       | Le Pape Pie VI descendant du trône pour prendre congé du doge dans la salle de SS Giovanni e Paolo quatre toiles illustrant la visite du pape Pie VI en 1782                                      | vers 1783             | huile sur toile                  | 69 × 86 cm       | Cleveland Museum of Art                                       | Musée                |
|       | Historique       | Le Pape Pie VI bénissant le peuple sur le Campo SS Giovanni e Paolo quatre toiles illustrant la visite du pape Pie VI en 1782                                                                     | 1782                  | huile sur toile                  | 63 × 78 cm       | Ashmolean Museum, Oxford                                      |                      |
|       | Historique       | Scuola di San Marco avec la loggia érigée à l'occasion de la bénédiction du Pape Pie VI | vers 1782             | huile sur toile                  | 39 × 32 cm       | Rhode Island School of Design Museum                          | Musée                |
|       | Historique       | Vue du Campo San Zanipolo avec la loggia érigée à l'occasion de la bénédiction du Pape Pie VI quatre toiles illustrant la visite du pape Pie VI en 1782 version du tableau du Ashmolean Museum    | après 1782            | huile sur toile                  | 36 × 30 cm       | Collection privée Vente Sotheby's 2017                        | Catalogue Sotheby's  |
|       | Capriccio        | Portique avec des masques de Pulcinella | 1780-1785             | huile sur toile                  | 42 × 29 cm       | Académie Carrara, Bergame                                     | Musée                |
|       | Veduta           | Cour du Palais des Doges avec l'escalier des géants | 1780-1785             | huile sur toile                  | 39 × 26 cm       | Académie Carrara, Bergame                                     | Musée                |
|       | Vedute           | Santa Maria della Salute et la Dogana, Venise | vers 1783             | huile sur toile                  | 50 × 90 cm       | Musée des Beaux-Arts de Houston                               | Musée                |
|       | Vedute           | Place saint-Marc avec la Basilique et le Campanile | 1785                  | huile sur toile                  | 25 × 43 cm       | Collection privée Vente Sotheby's 2011                        | Catalogue Sotheby's  |
|       | Vedute           | L'Île Saint-François du Désert dans la lagune de Venise | vers 1785             | huile sur toile                  | 23 × 33 cm       | Collection privée Vente Sotheby's 2015                        | Catalogue Sotheby's  |
|       | Capriccio        | Personnages près du mur du jardin d'une église gothique | vers 1785             | huile sur toile                  | 32 × 25 cm       | Collection privée Vente Sotheby's 2007                        | Catalogue Sotheby's  |
|       | Capriccio        | Vue fantaisie du Château Saint-Ange à Rome | vers 1785             | huile sur toile                  | 47 × 76 cm       | National Gallery of Art, Washington                           | Musée                |
|       | Capriccio        | Caprice avec l'arche de la Tour de l'Horloge | fin des années 1780   | huile sur toile                  | 28 × 22 cm ovale | Wallace Collection Londres                                    | Musée                |
|       | Capriccio        | Caprice avec les arcades du palais des Doges | fin des années 1780   | huile sur toile                  | 28 × 22 cm ovale | Wallace Collection Londres                                    | Musée                |
|       | Vedute           | Le Palais des Doges de Venise vu du bassin de San Marco | 1780-1790             | huile sur toile                  | 42 × 68 cm       | Musée du Louvre Paris                                         | Base Atlas           |
|       | Vedute           | Paysage campagnard avec des personnages occupés à des travaux agricoles | 1780-1790             | huile sur toile                  | 43 × 53 cm       | musée de Picardie Amiens                                      | Base Joconde         |
|       | Religieux        | Tête de la Vierge | 1780-1790             | huile sur toile                  | 18 × 14 cm       | Collection privée Vente Sotheby's 2010                        | Catalogue Sotheby's  |
|       | Fêtes            | Régate sur le Grand Canal près du pont du Rialto à Venise | 1780-1793             | huile sur toile                  | 48 × 79 cm       | Rijksmuseum, Amsterdam                                        | Musée                |
|       | Fêtes            | Venise, le départ du Bucentaure | 1780-1793             | huile sur toile                  | 98 × 138 cm      | Statens Museum for Kunst, Copenhague                          | Musée                |
|       | Fêtes            | Le Bucentaure se dirigeant vers San Nicolò al Lido | après 1780            | huile sur toile                  | 45 × 69 cm       | Collection privée Vente Sotheby's 2010                        | Catalogue Sotheby's  |
|       | Fêtes            | Venise, le Bacino di San Marco avec le départ du Bucintoro |                       | huile sur toile                  | 41 × 66 cm       | Collection privée Vente Christie's 2015                       | Catalogue Christie's |
|       | Scène de genre   | L'Ascension du ballon | 1784                  | huile sur toile                  | 66 × 51 cm       | Gemäldegalerie (Berlin)                                       | Bildindex            |
|       | Fête             | Regate sur le canal della Giudecca | 1784-1789             | huile sur toile                  | 61 × 93 cm       | Alte Pinakothek, Munich                                       | Musée                |
|       | Vedute           | Le Rio dei Mendicanti | 1785-1790             | huile sur toile                  | 19 × 15 cm       | Académie Carrara, Bergame                                     | Musée                |
|       | Vedute           | Atrium d'une villa avec un escalier et des personnages | 1785-1790             | huile sur toile                  | 19 × 15 cm       | Académie Carrara, Bergame                                     | Musée                |
|       | Vedute           | L'Île della Madonnetta sur la lagune de Venise | 1785-1790             | huile sur toile                  | 36 × 55 cm       | Fogg Art Museum, Cambridge                                    | Musée                |
|       | Vedute           | Venise, La Place Saint Marc, vers l'Est et la Basilique | 1788-1790             | huile sur toile                  | 39 × 52 cm       | Collection privée Vente Sotheby's 2017                        | Catalogue Sotheby's  |
|       | Vedute           | L'île d'Anconetta avec la tour de Malghera au fond | 1788-1790             | huile sur toile                  | 19 × 25 cm       | Collection privée Vente Sotheby's 2007                        | Catalogue Sotheby's  |
|       | Vedute           | Incendie de dépôts d'huile à San Marcuola | 1789                  | huile sur toile                  | 32 × 51 cm       | Gallerie dell'Accademia de Venise                             | Musée                |
|       | Vedute           | L'Incendie dans le quartier de San Marcuola | vers 1790             | huile sur toile                  | 42 × 62 cm       | Alte Pinakothek, Munich                                       | Musée                |
|       | Capriccio        | Portique avec des personnages | 1790-1793             | huile sur laiton                 | 13 × 18 cm       | Académie Carrara, Bergame                                     | Musée                |
|       | Capriccio        | Portique sur les bords de la lagune | 1790-1793             | huile sur laiton                 | 13 × 18 cm       | Académie Carrara, Bergame                                     | Musée                |

## Dates non documentées
| Image | Thème     | Titre | Date | Technique               | Dimensions       | Lieu de Conservation                                   | Référence            |
| ----- | --------- | --- | ---- | ----------------------- | ---------------- | ------------------------------------------------------ | -------------------- |
|       | Vedute    | Vue de la place Saint-Marc à Venise |      | huile sur toile         | 56 × 44 cm       | Aix-en-Provence, musée Granet                          | Rmn                  |
|       | Vedute    | San Giorgio Maggiore et la Douane de mer                                                                                                |      | huile sur toile         | 68 × 101 cm      | Musée Nissim de Camondo, Paris                         | Musée                |
|       | Capriccio | Caprice au portique et à l'église |      | huile sur toile         | 20 × 11 cm       | Musée Nissim de Camondo, Paris                         | Musée                |
|       | Capriccio | Caprice à l'arc en ruine |      | huile sur toile         | 20 × 11 cm       | Musée Nissim de Camondo, Paris                         | Musée                |
|       | Vedute    | Promenade dans un décor d'architecture                                                                                                  |      | huile sur toile         | 17 × 13 cm       | Musée des Beaux-Arts de Lille                          | Base Joconde         |
|       | Vedute    | Campo de l'église Santi Giovanni et Paolo avec la Scuola di San Marco à Venise                                                          |      | huile sur toile         | 73 × 121 cm      | Palais de l'Elysée, Paris                              | Base Joconde         |
|       | Vedute    | Place Saint-Marc à Venise |      | huile sur toile         | 61 × 91 cm       | Kunsthistorisches Museum, Vienne                       | Musée                |
|       | Vedute    | Vue de la Punta della Dogana, Venise |      | huile sur toile         | 21 × 32 cm       | Fondation Bemberg, Toulouse                            | Base Rmn             |
|       | Vedute    | Venise, la Place Saint Marc avec la Basilique et le Campanile                                                                           |      | huile sur panneau       | 18 × 31 cm       | Collection privée Vente Christie's 2008                | Catalogue Christie's |
|       | Vedute    | La Place Saint Marc, Venise avec la Basilique et le Campanile                                                                           |      | huile sur toile         | 32 × 53 cm       | Collection privée Vente Christie's 2015                | Catalogue Christie's |
|       | Vedute    | La Place Saint-Marc, à Venise, avec la basilique et le campanile                                                                        |      | huile sur toile         | 53 × 86 cm       | Collection privée Vente Christie's 2017                | Catalogue Christie's |
|       | Vedute    | La Place Saint-Marc, à Venise, avec la basilique et le campanile                                                                        |      | huile sur toile         | 70 × 102 cm      | Collection privée Vente Christie's 2017                | Catalogue Christie's |
|       | Vedute    | Une vue de San Giorgio Maggiore |      | huile sur panneau       | 18 × 32 cm       | Collection privée Vente Christie's 2012                | Catalogue Christie's |
|       | Vedute    | L'Île de San Giorgio Maggiore, Venise, vue du Bacino                                                                                    |      | huile sur toile         | 44 × 58 cm       | Collection privée Vente Sotheby's 2017                 | Catalogue Sotheby's  |
|       | Vedute    | L'Île de San Giorgio Maggiore, Venise, avec la Punta della Giudecca                                                                     |      | huile sur panneau       | 41 × 51 cm       | Collection privée Vente Christie's 2018                | Catalogue Christie's |
|       | Vedute    | Dogana et Santa Maria della Salute Venise, de la Riva del Grano, de la Giudecca et du Redentore avec de nombreuses gondoles et voiliers |      | huile sur panneau       | 18 × 31 cm       | Collection privée Vente Christie's 2012                | Catalogue Christie's |
|       | Vedute    | Dogana, Venise la Giudecca et le Redentore en fond                                                                                      |      | huile sur toile         | 50 × 76 cm       | Collection privée Vente Christie's 2006                | Catalogue Christie's |
|       | Vedute    | La Lagune, Venise avec les îles de San Michele et Murano                                                                                |      | huile sur toile         | 30 × 46 cm       | Collection privée Vente Christie's 2015                | Catalogue Christie's |
|       | Capriccio | Bâtiments en ruines avec des cyprès et des figures                                                                                      |      | huile sur toile         | 56 × 42 cm       | Collection privée Vente Christie's 2014                | Catalogue Christie's |
|       | Vedute    | Santa Maria della Salute et l'entrée du Grand Canal Venise, vue vers l'est                                                              |      | huile sur panneau       | 24 × 35 cm       | Collection privée Vente Christie's 2016                | Catalogue Christie's |
|       | Vedute    | Une vue du Grand Canal, Venise avec l'église de Santa Maria della Salute                                                                |      | huile sur toile         | 81 × 112 cm      | Collection privée Vente Christie's 2015                | Catalogue Christie's |
|       | Vedute    | Une vue de Santa Maria della Salute vers l'ouest                                                                                        |      | huile sur toile         | 23 × 37 cm       | Collection privée Vente Sotheby's 2015                 | Catalogue Sotheby's  |
|       | Vedute    | Venise, le Bacino di San Marco avec la Piazzetta et le palais des Doges                                                                 |      | huile sur toile         | 69 × 102 cm      | Collection privée Vente Christie's 2014                | Catalogue Christie's |
|       | Vedute    | Venise, une vue de la Piazzetta vers San Giorgio Maggiore                                                                               |      | huile sur toile         | 70 × 95 cm       | Collection privée Vente Sotheby's 2015                 | Catalogue Sotheby's  |
|       | Vedute    | Venise, une vue de la Piazzetta vers San Giorgio Maggiore                                                                               |      | huile sur toile         | 28 × 39 cm       | Collection privée Vente Sotheby's 2014                 | Catalogue Sotheby's  |
|       | Vedute    | Vue de Santa Maria Zobenigo, Venise |      | huile sur toile         | 50 × 84 cm       | Collection privée Vente Christie's 2005                | Catalogue Christie's |
|       | Vedute    | L'Île de San Cristoforo près de Murano, Venise                                                                                          |      | huile sur toile         | 49 × 77 cm       | Collection privée Vente Christie's 2005                | Catalogue Christie's |
|       | Vedute    | L'Île de San Cristoforo sur la lagune de Venise                                                                                         |      | huile sur toile         | 17 × 24 cm       | Collection privée Vente Sotheby's 2018                 | Catalogue Sotheby's  |
|       | Capriccio | Tour rustique au bord d'un lagon, personnages avec des bovins et des moutons, un voilier et une église au fond                          |      | huile sur toile         | 93 × 135 cm      | Collection privée Vente Christie's 2013                | Catalogue Christie's |
|       | Vedute    | L'Entrée du Grand Canal, Venise, vers les douanes et Santa Maria della Salute de la Riva del Grano                                      |      | huile sur toile         | 84 × 129 cm      | Collection privée Vente Christie's 2002                | Catalogue Christie's |
|       | Vedute    | Venise, une vue de la Punta della Dogana                                                                                                |      | huile sur toile         | 11 × 17 cm       | Collection privée Vente Sotheby's 2013                 | Catalogue Sotheby's  |
|       | Vedute    | Le Grand Canal, Venise, avec l'église des Scalzi et le Rio d'Espagne, du fondamenta de Simone Piccolo                                   |      | huile sur toile         | 51 × 78 cm       | Collection privée Vente Christie's 2005                | Catalogue Christie's |
|       | Vedute    | Venise, une vue du grand canal avec San Simeone Piccolo                                                                                 |      | huile sur toile         | 42 × 67 cm       | Collection privée Vente Sotheby's 2017                 | Catalogue Sotheby's  |
|       | Vedute    | L'Entrée du Grand Canal |      | huile sur panneau       | 24 × 37 cm       | Collection privée Vente Christie's 2015                | Catalogue Christie's |
|       | Capriccio | Couple élégant approchant d'une arche descendant d'une porte surmontée d'une statue de Minerve                                          |      | huile sur panneau       | 20 × 16 cm       | Collection privée Vente Christie's 2015                | Catalogue Christie's |
|       | Capriccio | Tour en ruine avec des figures et un chien                                                                                              |      | huile sur panneau       | 10 × 15 cm       | Collection privée Vente Christie's 1995                | Catalogue Christie's |
|       | Capriccio | Arche en ruine avec des colonnes corintiennes et des personnages admirant la lagune                                                     |      | huile sur panneau       | 19 × 15 cm       | Collection privée Vente Christie's 1995                | Catalogue Christie's |
|       | Capriccio | Figures sous une arche avec une lagune au loin                                                                                          |      | huile sur panneau       | 20 × 13 cm       | Collection privée Vente Sotheby's 2018                 | Catalogue Sotheby's  |
|       | Capriccio | Ruines d'une arche classique près de la lagune avec un pêcheur                                                                          |      | huile sur panneau       | 92 × 66 cm       | Collection privée Vente Christie's 1995                | Catalogue Christie's |
|       | Capriccio | Église au bord du lac et pêcheurs sur la rive montagnes au loin                                                                         |      | huile sur toile         | 15 × 22 cm       | Collection privée Vente Christie's 2012                | Catalogue Christie's |
|       | Capriccio | Tour et des bâtiments au bord d'un lac des montagnes en fond                                                                            |      | huile sur toile         | 15 × 22 cm       | Collection privée Vente Christie's 2012                | Catalogue Christie's |
|       | Capriccio | Tour près d'une rivière |      | huile sur toile         | 12 × 19 cm       | Collection privée Vente Christie's 2005                | Catalogue Christie's |
|       | Capriccio | Paysage avec une arche |      | huile sur toile         | 12 × 19 cm       | Collection privée Vente Christie's 2005                | Catalogue Christie's |
|       | Capriccio | Arche au-dessus d'une rivière près d'un quai                                                                                            |      | huile sur toile         | 12 × 19 cm       | Collection privée Vente Christie's 2005                | Catalogue Christie's |
|       | Capriccio | Un clocher |      | huile sur toile         | 12 × 19 cm       | Collection privée Vente Christie's 2005                | Catalogue Christie's |
|       | Capriccio | Temple en ruine près d'un pont avec pêcheurs et lagune de Venise au loin                                                                |      | huile sur toile         | 20 × 15 cm       | Collection privée Vente Christie's 2005                | Catalogue Christie's |
|       | Capriccio | Capriccio architectural avec un arc et un auvent                                                                                        |      | huile sur toile         | 20 × 16 cm       | Collection privée Vente Christie's 2005                | Catalogue Christie's |
|       | Capriccio | Lagon vénitien avec des figures près du rivage                                                                                          |      | huile sur toile         | 19 × 14 cm ovale | Collection privée Vente Christie's 2005                | Catalogue Christie's |
|       | Capriccio | Architecture en ruine et figures |      | huile sur panneau       | 11 × 7 cm        | Collection privée Vente Christie's 2011                | Catalogue Christie's |
|       | Capriccio | Architecture |      | huile sur panneau       | 19 × 15 cm       | musée national d'Australie-Méridionale Adélaïde        | Musée                |
|       | Capriccio | Vue de la porta del Dolo sur le canal de Brenta                                                                                         |      | huile sur panneau       | 44 × 32 cm       | Collection privée Vente Sotheby's 2019                 | Catalogue Sotheby's  |
|       | Religieux | Vierge de l'Annonciation |      | huile sur toile         | 12 × 9 cm        | Collection privée Vente Sotheby's 2018                 | Catalogue Sotheby's  |
|       | Capriccio | Personnages près d'une ruine classique avec un temple au fond                                                                           |      | huile sur panneau ovale | 27 × 22 cm       | Collection privée Vente Sotheby's 2013                 | Catalogue Sotheby's  |
|       | Capriccio | Ruine romaine au bord d'une lagune |      | huile sur panneau       | 19 × 15 cm       | Collection privée Vente Sotheby's 2012                 | Catalogue Sotheby's  |
|       | Capriccio | Personnages au bord d'une lagune |      | huile sur panneau       | 19 × 15 cm       | Collection privée Vente Sotheby's 2012                 | Catalogue Sotheby's  |
|       | Capriccio | Colonnade corinthienne en ruine avec une double arche et des gentilhomme qui discutent au fond                                          |      | huile sur panneau       | 14 × 10 cm       | Collection privée Vente Sotheby's 2012                 | Catalogue Sotheby's  |
|       | Capriccio | Arche en ruine, maison et église avec un cavalier au fond                                                                               |      | huile sur panneau       | 12 × 18 cm       | Collection privée Vente Sotheby's 2012                 | Catalogue Sotheby's  |
|       | Capriccio | Architecture côtière |      | huile sur panneau       | 41 × 53 cm       | Collection privée Vente Sotheby's 2012                 | Catalogue Sotheby's  |
|       | Fêtes     | Fête sur le Grand Canal près de Santa Maria della salute                                                                                |      | huile sur toile         | 47 × 67 cm       | Collection privée Vente Sotheby's 2012                 | Catalogue Sotheby's  |
|       | Vedute    | Scène sur l'arrière avec des élégants passant sous une arche                                                                            |      | huile sur toile         | 24 × 31 cm       | Collection privée Vente Sotheby's 2011                 | Catalogue Sotheby's  |
|       | Capriccio | Venise, La Cour du Palais des Doges avec l'escalier des géants vue à travers l'arc Foscari                                              |      | huile sur panneau       | 20 × 16 cm       | Collection privée Vente Sotheby's 2008                 | Catalogue Sotheby's  |
|       | Capriccio | Vue à travers un portique |      | huile sur toile         | 60 × 43 cm       | Alte Pinakothek, Munich                                | Musée                |
|       | Capriccio | Vue de Venise |      | huile sur panneau       | 52 × 38 cm       | Musée de l'Ermitage Saint-Petersbourg                  | Musée                |
|       | Vedute    | La Piazzetta di San Marco à Venise |      | huile sur toile         | 31 × 46 cm       | Gemäldegalerie (Berlin)                                | Bildindex            |
|       | Capriccio | Paysage avec un pêcheur et une ferme |      | huile                   | 7 × 9 cm         | Musée Poldi Pezzoli, Milan                             | Musée                |
|       | Capriccio | Paysage avec des arbres et un château                                                                                                   |      | huile                   | 7 × 9 cm         | Musée Poldi Pezzoli, Milan                             | Musée                |
|       | Vedute    | Le Grand Canal avec San Simeone Piccolo                                                                                                 |      | huile sur toile         | 40 × 54 cm       | Musée national des Beaux-Arts (Argentine) Buenos Aires | Musée                |
|       | Vedute    | Vers Murano, des Fondamente Nuove |      | huile sur toile         | 32 × 53 cm       | Fitzwilliam Museum, Cambridge                          | Musée                |
|       | Capriccio | Près de Venise |      | huile sur toile         | 13 × 19 cm       | Fitzwilliam Museum, Cambridge                          | Musée                |
|       | Vedute    | Vue du Palais Loredan de l'ambassadeur sur le Grand Canal, Venise                                                                       |      | huile sur panneau       |                  | Musée national du pays de Galles                       | BBC News             |
|       | Capriccio | Arrière-cour |      | huile sur toile         |                  | Galerie nationale d'Arménie, Erevan                    | Musée                |
|       | Vedute    | L'Entrée du Grand Canal avec Santa Maria della Salute                                                                                   |      | huile sur toile         | 53 × 34 cm       | Musée Boijmans Van Beuningen Rotterdam                 | Musée                |
|       | Vedute    | San Pietro di Castello, Venise |      | huile sur toile         | 17 × 24 cm       | Musée Boijmans Van Beuningen Rotterdam                 | Musée                |
|       | Vedute    | Le Canal della Giudecca, Venise |      | huile sur toile         | 46 × 26 cm       | Musée Boijmans Van Beuningen Rotterdam                 | Musée                |
|       | Capriccio | Paysage |      | huile sur toile         | 55 × 42 cm       | Musée Boijmans Van Beuningen Rotterdam                 | Musée                |
|       | Capriccio | Ruines |      | huile sur toile         | 39 × 30 cm       | Musée des Beaux-Arts de Rennes                         | Musée                |
|       | Vedute    | Vue du grand canal depuis San Simeone                                                                                                   |      | huile sur toile         | 34 × 53 cm       | Collection privée vente Piasa 2004                     | Catalogue Piasa      |
|       | Vedute    | Venise : vue du grand canal vers le pont du Rialto                                                                                      |      | huile sur toile         | 73 × 121 cm      | Collection privée vente Tajan 2006                     | Catalogue Tajan      |